# 多花发草
多花发草（学名：Deschampsia multiflora）为禾本科发草属下的一个种。其种加词“multiflora”意为“多花的”。产青海省。生于海拔3150米的高山河漫滩。模式标本采自青海省门源县。
现接受名为发草指名亚种（Deschampsia cespitosa subsp. cespitosa）。